# Mercat dels Encants
Els Mercat dels Encants (oficialment Mercat Encants Barcelona - Fira de Bellcaire) és un mercat brocanter del barri de Fort Pienc de Barcelona. La paraula «encant» fa referència a la subhasta pública de mercaderies que s'hi realitza cada dilluns, dimecres i divendres de 7 a 9 del matí.

## Història

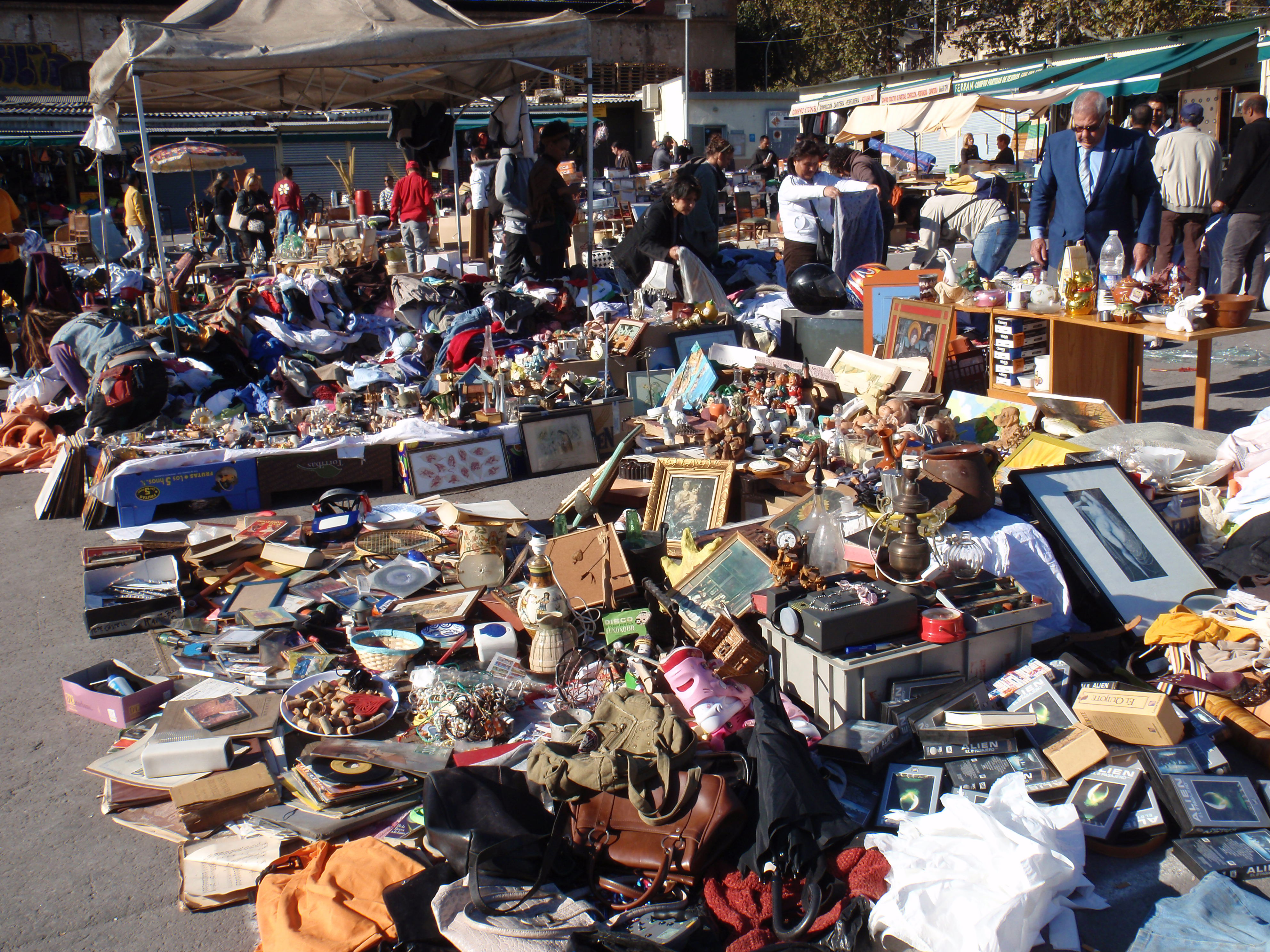
Els Encants Vells, al nord de la plaça de les Glòries (2010)

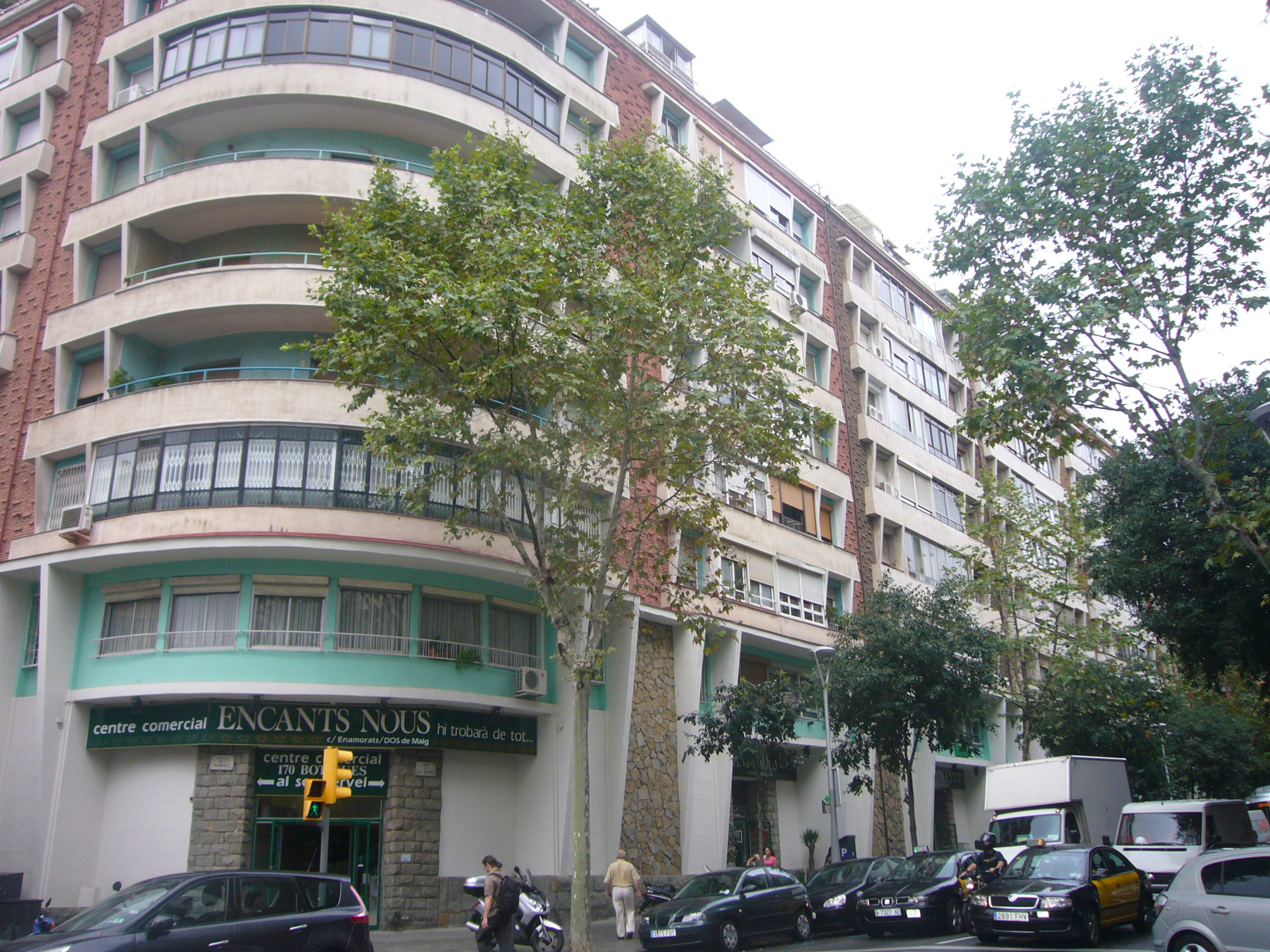
Els Encants Nous, al carrer del Dos de Maig

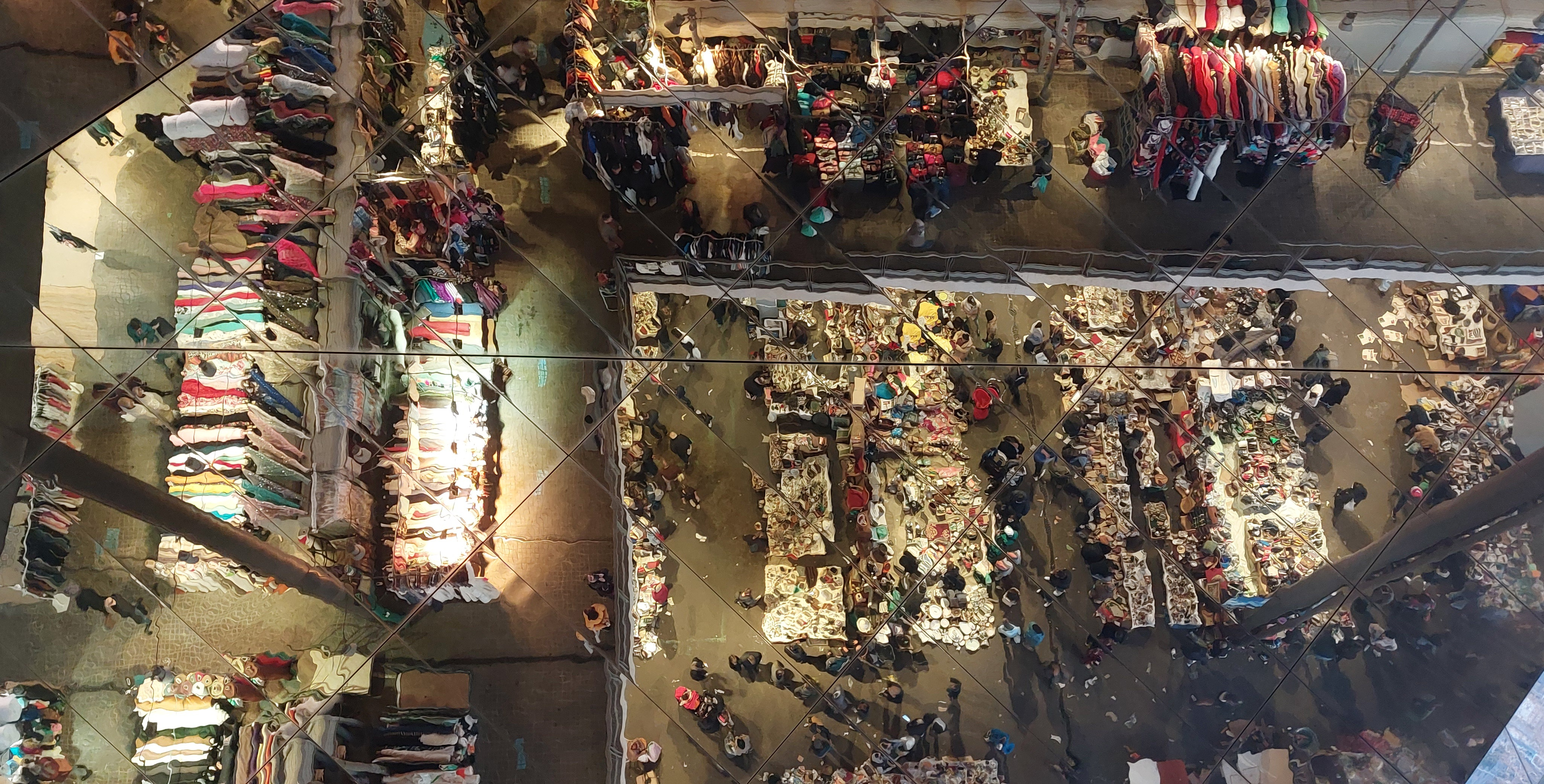
El sostre especular

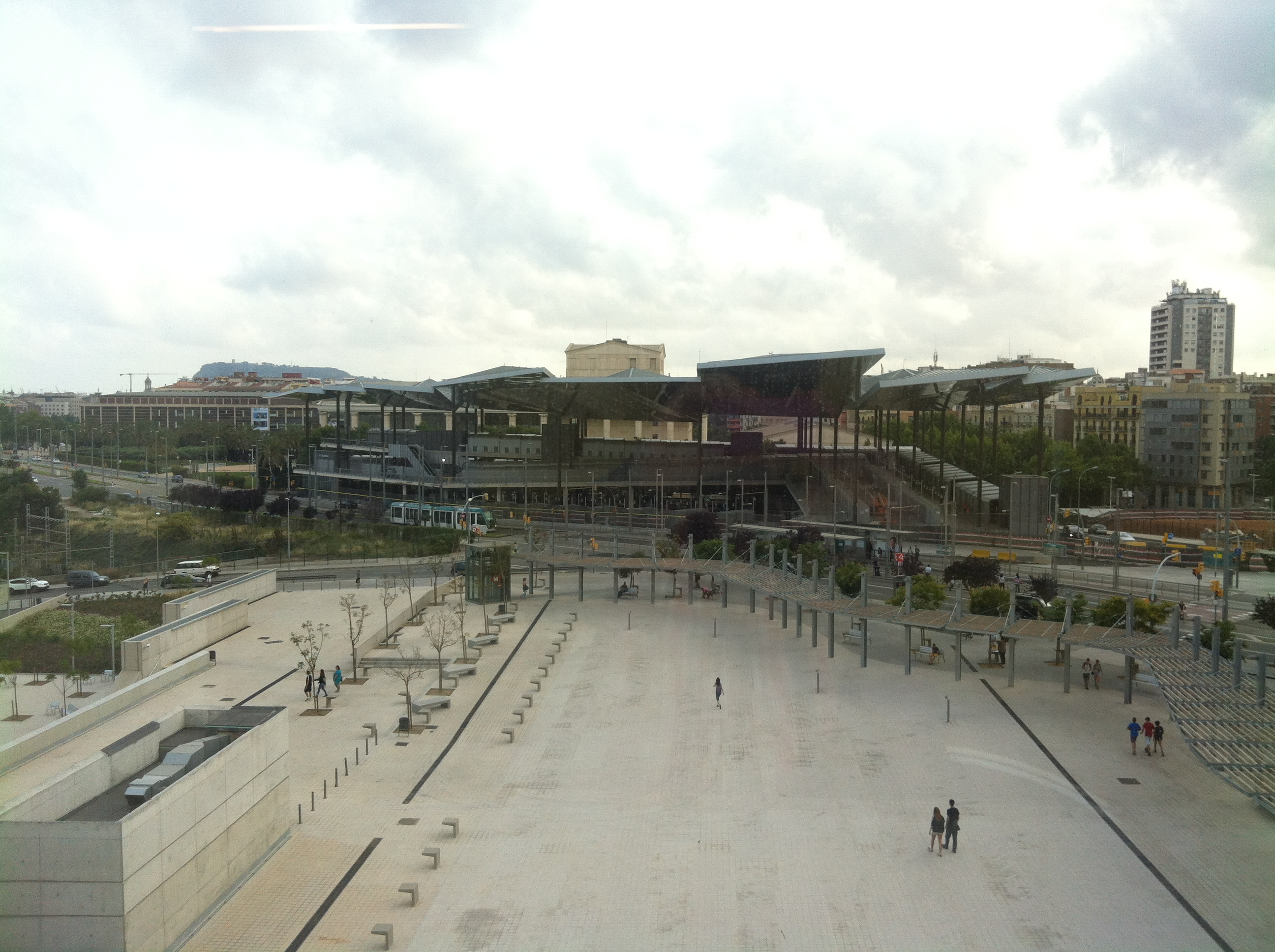
Vista del nou mercat des del DHUB

La fira de Bellcaire és un dels mercats més antics del continent europeu, i algunes referències daten el seu origen en el segle xiv. Els Encants, nascuts durant l'ocupació napoleònica, eren un mercat dominical d'andròmines i roba vella a la part alta de la Rambla, per damunt del Palau Moja. Posteriorment, s'instal·laven tres feiners per setmana darrera la Llotja, a la plaça de Sant Sebastià (actualment Idrissa Diallo), i també a la plaça de la Constitució, l'actual plaça de Sant Jaume.
L'any 1928 va traslladar-se al nord de la plaça de les Glòries Catalanes, entre els carrers d'Independència, Cartagena, Consell de Cent i Gran Via. La fira era coneguda popularment com els Encants Vells, per a diferenciar-la dels Encants Nous, galeria comercial inaugurada l'any 1931 a iniciativa d'un grup de paradistes, i ubicada en un indret proper, al carrer del Dos de Maig entre els de València i Aragó.
El 2006, l'Ajuntament de Barcelona, a través de l'empresa municipal BIMSA (Barcelona d'Infraestructures Municipals), va convocar un concurs d'àmbit europeu per a la construcció del nou Mercat dels Encants, emmarcada en la reforma de la plaça de les Glòries i l'eix de l'Avinguda Meridiana, on destaquen la Torre Glòries i el DHUB, seu del nou Museu del Disseny. El 2008, el projecte fou adjudicat a l'equip d'arquitectura b720, dirigit per Fermín Vázquez.
El nou mercat fou obert al públic el 25 de setembre del 2013, durant les Festes de la Mercè, i inaugurat oficialment uns dies més tard.

## Descripció
L'edifici es planteja com un espai comercial de diverses plantes, mitjançant plataformes obertes que concilien les diferents cotes dels carrers circumdants, entenent el mercat com una gran plaça coberta, tot fugint del plantejament dels grans centres comercials.
La coberta fa aproximadament 25 m d'alçada i és l'element principal del mercat, destacant en el perfil de la trama urbana. Està dividida en diferents mòduls i cada un d'ells pren una inclinació diferent. Gràcies a aquesta inclinació i al material emprat (acer inoxidable a la part inferior) es reflecteix la llum i el paisatge urbà, augmentant-ne la sensació de lleugeresa.
A més dels comerços i botigues, també hi ha espais de restauració, oficines, banys, una sala polivalent i un aparcament soterrat, així com zones de càrrega i descàrrega, magatzems i una àrea d'escombraries i reciclatge.